# ビオアレスリン
ビオアレスリン（英：Bioallethrin）は外部寄生虫用剤の商品名である。アレトリンIの8つの立体異性体のうち2つを約1：1の割合で含んでいる 。ビオアレスリンは住友化学の登録商標である。
エスビオスリン（CAS番号260359-57-5）は同じ2つの立体異性体の混合物であるが、おおよその比率はR：S＝1：3である。
エスビオアレスリンまたはS-ビオアレスリン（CAS番号28434-00-6）は、純粋なS体（つまり、the wedge in the structure as shown in the box points down)）である。
ビオアレトリンという名称は、英国規格協会によって承認された通称であり、同誌に掲載されている。以前の版にも収録されている。